# Lumbayanague
Lumbayanague is een gemeente in de Filipijnse provincie Lanao del Sur in het noorden van het eiland Mindanao. Bij de laatste census in 2007 had de gemeente bijna 22 duizend inwoners.

## Geografie

### Bestuurlijke indeling
Lumbayanague is onderverdeeld in de volgende 22 barangays:
| - Bagoaingud - Balaigay - Bualan - Cabuntungan - Cadayonan - Cadingilan - Cadingilan A - Casalayan - Dala - Dilimbayan - Diromoyod | - Kabasaran - Lamin - Mapantao-Balangas - Miniros - Nanagun - Pantaon - Pindolonan - Pitatanglan - Poctan - Singcara - Wago |

## Demografie
Lumbayanague had bij de census van 2007 een inwoneraantal van 21.717 mensen. Dit zijn 8.882 mensen (69,2%) meer dan bij de vorige census van 2000. De gemiddelde jaarlijkse groei komt daarmee uit op 7,52%, hetgeen hoger is dan het landelijk jaarlijks gemiddelde over deze periode (2,04%). Vergeleken met de census van 1995 is het aantal mensen met 11.296 (108,4%) toegenomen.

De bevolkingsdichtheid van Lumbayanague was ten tijde van de laatste census, met 21.717 inwoners op 302,18 km², 71,9 mensen per km².